# 半世紀少年
『半世紀少年』（はんせいきしょうねん）は、UNICORNの11枚目のシングル。2009年10月7日に発売。発売元はキューンレコード。

## 解説
- 2009年第2弾シングル。
- 本作は川西幸一生誕50周年を記念して制作された（ちなみに発売日は川西生誕50周年記念イベント「チョットオンチー 栄光の50年」武道館公演日である）。表題曲では川西が（2コーラス目からはEBIも）ラップを担当。川西曰く「目標はKREVA」[1]。サビは川西以外の4人で歌っている。
- 表題曲のサビはベートーヴェンの『歓喜の歌』をサンプリングして作られた。それに対し、今作でのコスプレはモーツァルトであった。理由は奥田民生曰く「第九でモーツァルトはおかしいと素人目ではわからないと思った。あとベートーヴェンだとただのみだれ髪だから」だという[1]。
- 『スッキリ!!』10月度エンディングテーマ。
- 本作には初回生産限定盤と通常盤の2形態で発売。初回盤はDVD付。
- 2曲目のみ、後述の録音事情によりHDCD仕様でマスタリングされている。

## 収録曲
1. 半世紀少年 (4:46)
（作詞：川西幸一・奥田民生 作曲：川西幸一・阿部義晴 Rap：川西幸一、EBI Vocal:阿部義晴・EBI・奥田民生・手島いさむ）
2. 川西五〇数え唄 (5:23)
（作詞・作曲：ユニコーン Vocal：阿部義晴・EBI・奥田民生・手島いさむ）
川西にまつわる特徴、エピソードを数え歌形式にしたもの。録音は真夏の代々木公園でシングルトラックのいわゆる「一発録り」にて行われた（曲中に蝉の鳴き声が入っているのはそのため）。
3. 半世紀少年（カラオケ/長髪残し） (4:34)
長髪2人（EBI・手島）のコーラスのみ残したカラオケ（ただ、奥田のヴォコーダーによるコーラスも残っている）。

全編曲：UNICORN

### 初回特典DVD
MOVIE13「こーいちい散歩 呉編」
川西が故郷である広島の呉を散歩しながら、思い出巡りをするという内容。タイトルは『ちい散歩』（テレビ朝日）のパロディであるが、広島県では現在地上波では系列局の広島ホームテレビがネットしていないため放送されていない。ただし、BSデジタル放送（BS朝日）では視聴可能である。